# Jimmy McCulloch

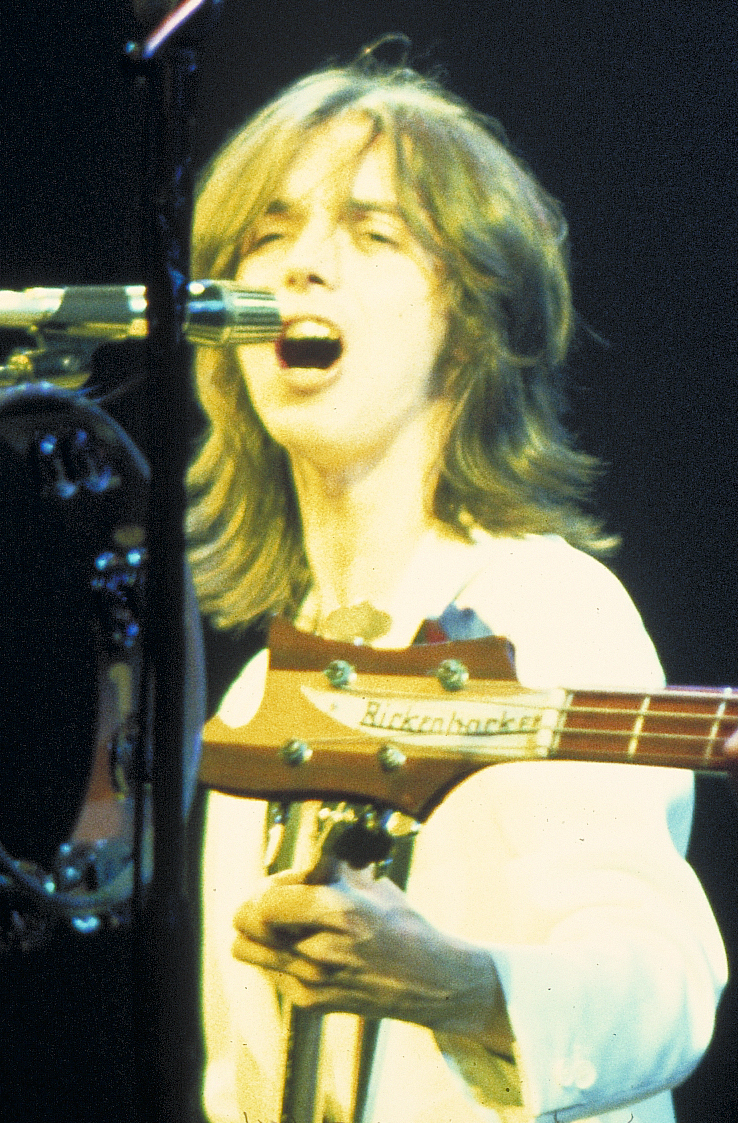
Jimmy McCulloch, 1976

Jimmy McCulloch (* 4. Juni 1953 in Dumbarton, Schottland; † 27. September 1979 in London, England) war ein britischer Rockmusiker (Gitarre und Bass).

## Leben
Im Alter von gerade 15 Jahren wurde Jimmy McCulloch von Pete Townshend entdeckt. Dieser brachte ihn mit seinem Freund John Keen zusammen, der daraufhin mit McCulloch und Andy Newman die Band Thunderclap Newman gründete. Mit dem Song Something in the Air landete die Gruppe den Sommerhit des Jahres 1969 in Großbritannien. Als jedoch das Debütalbum Hollywood Dream an diesen Erfolg nicht anknüpfen konnte, brach die Band auseinander.
Nach einem kurzen Zwischenspiel bei John Mayall & The Bluesbreakers ersetzte Jimmy McCulloch 1972 bei der schottischen Bluesband Stone the Crows den gerade tödlich verunglückten Gitarristen Leslie Harvey. Doch schon ein Jahr später löste auch diese Band sich auf.
1974 folgte McCulloch einem Angebot von Paul McCartney, als zweiter Gitarrist bei dessen Gruppe Wings einzusteigen. Als Komponist und Sänger steuerte er bei den Wings für das Album Venus and Mars (1975) den Song Medicine Jar und für das ein Jahr später veröffentlichte Album Wings at the Speed of Sound (1976) das Stück Wino Junko bei. Bei The Note You Never Wrote spielte er die Leadgitarre. Vor der Fertigstellung des Albums London Town (1978) verließ Jimmy McCulloch die Wings im September 1977 wieder, da er sich in der Gruppe künstlerisch nicht ausgefüllt fühlte.
Im Jahr 1979 gründete Jimmy McCulloch schließlich mit den The Dukes seine eigene Band. Doch am 27. September 1979, einen Tag, bevor die Dukes ihr erstes Konzert im Londoner Dingles Club geben sollten, wurde er tot in seiner Wohnung aufgefunden. Es wird angenommen, dass Alkohol- und Drogenprobleme eine Rolle spielten: Bei einer Autopsie stellte man Alkohol und Morphin in McCullochs Blut fest.

## Diskografie

### Alben mit Thunderclap Newman
- Hollywood Dream (1969)

### Alben mit Stone The Crows
- Ontinuos Performance (1972)

### Alben mit den Wings
- Venus and Mars (1975)
- Wings at the Speed of Sound (1976)
- Wings over America (1976)
- London Town (1978)